# Ineta Radēviča
Ineta Radēviča, född den 13 juli 1981, är en lettisk friidrottare som tävlar i längdhopp.
Radēviča deltog vid OS 2004 både i längdhopp och i tresteg men missade finalen i båda grenarna. Hon missade även finalen vid VM 2005 men var i final och slutade femma vid inomhus-VM 2006. Vid inomhus-VM 2008 slutade hon på sjätte plats. 
Hennes främsta merit kom vid EM 2010 där hon vann guldet efter ett hopp på det nya personliga rekordet 6,92 meter. Året därpå lyckades hon vinna brons vid världsmästerskapen i friidrott 2011 i Sydkoreanska Daegu.

## Personliga rekord
- Längdhopp - 6,92 meter - från 2010
- Tresteg - 14,12 meter från 2004